# Argyrolepidia aethrias
Argyrolepidia aethrias är en fjärilsart som beskrevs av Turner 1908. Argyrolepidia aethrias ingår i släktet Argyrolepidia och familjen nattflyn. Inga underarter finns listade i Catalogue of Life.